# Chileense parlementsverkiezingen 1891
De Chileense parlementsverkiezingen van 1894 resulteerden in een overwinning voor de Alianza Liberal, een alliantie van liberale partijen. De Partido Conservador, die de Coalición vormde, werd de grootste individuele partij.
| Kamer van Afgevaardigden | Kamer van Afgevaardigden | Kamer van Afgevaardigden |
| Coalitie                 | Coalitie                 | Zetels                   |
| ------------------------ | ------------------------ | ------------------------ |
|                          | Alianza Liberal          | 54                       |
|                          | Coalición                | 40                       |
| Totaal                   | Totaal                   | 94                       |

| Senaat   | Senaat          | Senaat |
| Coalitie | Coalitie        | Zetels |
| -------- | --------------- | ------ |
|          | Alianza Liberal | 23     |
|          | Coalición       | 9      |
| Totaal   | Totaal          | 32     |

Bron: Heise 1982